# Andi Grünenfelder
Andi Grünenfelder, född 17 september 1960 är en schweizisk före detta  längdskidåkare, som vann ett OS-brons i Calgary 1988 på 50 kilometer. Han var aktiv internationellt mellan 1982 och 1988.